# Heterosfera
Heterosfera – część atmosfery, w której skład chemiczny zmienia się z wysokością. W przypadku atmosfery ziemskiej warstwa ta znajduje się powyżej wysokości ok. 90–100 km. Powietrze rozdziela się na warstwy gazów o różnej masie cząsteczkowej, ruch turbulentny jest silnie tłumiony, a transport pionowy odbywa się poprzez dyfuzję. W niższych warstwach zalega molekularny tlen i azot, wyżej występuje atomowy azot, tlen, hel, a najwyżej atomowy wodór. Heterosferę od chemicznie jednorodnej homosfery dzieli homopauza.